# Teoría de la rigidez
La teoría de la rigidez, o teoría de la restricción topológica, es una herramienta para predecir propiedades de redes complejas (como los vidrios) en función de su composición. Fue desarrollada por Phillips en 1979 y 1981, y refinada por Thorpe en 1983.
Está inspirada en el estudio de la estabilidad de las armaduras mecánicas, iniciado por James Clerk Maxwell, y en el trabajo fundamental sobre la estructura del vidrio realizado por William Houlder Zachariasen, esta teoría reduce las redes moleculares complejas a nodos (átomos, moléculas, proteínas, etc.) restringidas por varillas (restricciones químicas), filtrando así los detalles microscópicos que finalmente no afectan las propiedades macroscópicas. P. K. Gupta y A. R. Cooper desarrollaron una teoría equivalente en 1990, donde en lugar de nodos que representan átomos, representaban politopos unitarios. Un ejemplo de esto sería el tetraedro de SiO en sílice vítrea pura.
Esta teoría tiene aplicaciones en biología y química, como por ejemplo para entender la adaptabilidad en las redes de interacción proteína-proteína. La teoría de la rigidez aplicada a las redes moleculares que surgen de la expresión fenotípica de ciertas enfermedades puede proporcionar información sobre su estructura y función.
En las redes moleculares, los átomos pueden estar restringidos por restricciones radiales de estiramiento de enlaces de 2 cuerpos, que mantienen fijas las distancias interatómicas, y restricciones angulares de flexión de enlaces de 3 cuerpos, que mantienen los ángulos fijos alrededor de sus valores promedio. Como lo establece el criterio de Maxwell, una armadura mecánica es isostática cuando el número de restricciones es igual al número de grados de libertad de los nodos. En este caso, la armadura está óptimamente restringida, siendo rígida pero libre de tensiones. Este criterio ha sido aplicado por Phillips a las redes moleculares, que se denominan flexibles, rígidas estresadas o isostáticas cuando el número de restricciones por átomos es, respectivamente, menor, mayor o igual a 3, el número de grados de libertad por átomo en tres sistema dimensional. La misma condición se aplica al empaquetamiento aleatorio de esferas, que son isostáticas en el punto de interferencia. Normalmente, las condiciones para la formación de vidrio serán óptimas si la red es isostática, que es el caso, por ejemplo, del sílice puro. Los sistemas flexibles muestran grados internos de libertad, llamados modos flojos, mientras que los rígidos sometidos a tensión tienen una complejidad bloqueada por el alto número de restricciones y tienden a cristalizar en lugar de formar vidrio durante un enfriamiento rápido.

## Derivación de la condición isostática
Las condiciones de isostaticidad se pueden derivar observando los grados internos de libertad de una red 3D general. Para {\displaystyle N} nodos, {\displaystyle N_{c}} restricciones, y {\displaystyle M_{eq}} ecuaciones de equilibrio, el número de grados de libertad es
{\displaystyle F=3N-N_{c}-M_{eq}}
El término de nodo toma un factor de 3 debido a que existen grados de libertad transnacionales en las direcciones {\displaystyle x}, {\displaystyle y} y {\displaystyle z}. Por un razonamiento similar, {\displaystyle M_{eq}=6} en 3D, ya que hay una ecuación de equilibrio para los modos de traslación y rotación en cada dimensión. Esto produce:
{\displaystyle F=3N-N_{c}-6}
Esto se puede aplicar a cada nodo del sistema normalizando por el número de nodos:
{\displaystyle f=3-n_{c}}
donde {\displaystyle f={\frac {F}{N}}}, {\displaystyle n_{c}={\frac {N_{c}}{N}}}, y el último término se ha eliminado desde entonces para sistemas atomísticos {\displaystyle 6<<N}. Las condiciones isostáticas se logran cuando {\displaystyle f=0}, dando el número de restricciones por átomo en la condición isostática de {\displaystyle n_{c}=3}.
Una derivación alternativa se basa en analizar el módulo de corte {\displaystyle G} de la red 3D o estructura sólida. La condición isostática, que representa el límite de la estabilidad mecánica, es equivalente a establecer {\displaystyle G=0} en una teoría microscópica de la elasticidad que proporciona {\displaystyle G} en función del número de nodos de coordinación interna y del número de grados de libertad. El problema fue resuelto por Alessio Zaccone y E. Scossa-Romano en 2011, quienes derivaron la fórmula analítica para el módulo de corte de una red 3D de resortes de fuerza central (restricciones de estiramiento de enlace): {\displaystyle G=(1/30)\kappa R_{0}^{2}(z-2d)} . Aquí, {\displaystyle \kappa } es la constante del resorte, {\displaystyle R_{0}} es la distancia entre dos nodos vecinos más cercanos, {\displaystyle z} el número medio de coordinación de la red (tenga en cuenta que aquí {\displaystyle zN/2\equiv N_{c}} y {\displaystyle z/2\equiv n_{c}} ), y {\displaystyle 2d=6} en 3D. Se ha derivado una fórmula similar para redes 2D donde el prefactor es {\displaystyle 1/18} en vez de {\displaystyle 1/30} . Por lo tanto, basado en la expresión Zaccone-Scossa-Romano para {\displaystyle G}, al establecer {\displaystyle G=0}, Se obtiene {\displaystyle z=2d=6}, o equivalentemente en notación diferente, {\displaystyle n_{c}=3}, que define la condición isostática de Maxwell. Se puede realizar un análisis similar para redes 3D con interacciones de flexión de enlace (además del estiramiento de enlace), lo que conduce a la condición isostática {\displaystyle z=2.4}, con un umbral más bajo debido a las restricciones angulares impuestas por la flexión del enlace.

## Desarrollos en la ciencia del vidrio
La teoría de la rigidez permite predecir las composiciones isostáticas óptimas, así como la dependencia de la composición de las propiedades del vidrio, mediante una simple enumeración de restricciones. Estas propiedades del vidrio incluyen, pero no se limitan a, módulo de elasticidad, módulo de cizalladura, módulo de compresibilidad, densidad, relación de Poisson, coeficiente de expansión térmica, dureza y tenacidad. En algunos sistemas, debido a la dificultad de enumerar directamente las restricciones a mano y conocer toda la información del sistema a priori, la teoría a menudo se emplea junto con métodos computacionales en la ciencia de los materiales, como la dinámica molecular (MD). En particular, la teoría jugó un papel importante en el desarrollo del Gorilla Glass 3 que se utiliza en las pantallas de los teléfonos celulares. Extendida a los vidrios a temperatura finita y presión finita, la teoría de la rigidez se ha utilizado para predecir la temperatura de transición vítrea, la viscosidad y las propiedades mecánicas. También se aplicó a materiales granulares y proteínas.
En el contexto de los vidrios blandos, Alessio Zaccone y Eugene Terentjev han utilizado la teoría de la rigidez para predecir la temperatura de transición vítrea de los polímeros y proporcionar una derivación e interpretación a nivel molecular de la ecuación de Flory-Fox. La teoría de Zaccone-Terentjev también proporciona una expresión para el módulo de corte de los polímeros vítreos en función de la temperatura que está en concordancia cuantitativa con los datos experimentales, y es capaz de describir los muchos órdenes de caída de magnitud del módulo de corte al acercarse a la transición vítrea. 
En 2001, se descubrió que las composiciones isostáticas en las aleaciones vítreas, predichas por la teoría de la rigidez, existen no solo en una composición de umbral único; más bien, en muchos sistemas abarca una gama pequeña y bien definida de composiciones intermedias a los dominios: flexible (poco restringido) y rígido estresado (demasiado restringido). Esta ventana de vidrios óptimamente constreñidos se denomina fase intermedia o ventana de reversibilidad, ya que se supone que la formación de vidrio es reversible, con una histéresis mínima, dentro de la ventana. Su existencia se ha atribuido a la red vítrea que consiste casi exclusivamente en una población variable de estructuras moleculares isostáticas.